# Liste der Naturdenkmale in Allenbach
Die Liste der Naturdenkmale in Allenbach nennt die im Gemeindegebiet von Allenbach ausgewiesenen Naturdenkmale (Stand 15. Juli 2013).

## Naturdenkmale
| Nr.         | Bezeichnung | Lage                                                   | Beschreibung | Bild                          |
| ----------- | ----------- | ------------------------------------------------------ | --- | ----------------------------- |
| ND-7134-437 | Ringkopf    | östlich des Ortes; Abteilung Ringkopf Lage             | keltischer Ringwall, Innenfläche bewachsen mit alten Rotbuchen und Wilddisteln; flächenhaftes Naturdenkmal, ca. 1 ha; teilweise zu Sensweiler | mehr Fotos \| Fotos hochladen |
| ND-7134-447 | Wildfelsen  | südwestlich des Ortes; Abteilung In den Lohwiesen Lage | Felsengruppe | Fotos hochladen               |

## Ehemalige Naturdenkmale
| Nr. | Bezeichnung | Lage                                                        | Beschreibung                                                                        | Bild                                    |
| --- | ----------- | ----------------------------------------------------------- | ----------------------------------------------------------------------------------- | --------------------------------------- |
|     | Eichenallee | entlang der B 422 zwischen Ortseingang und Idarbrücke Lage  | Quercus sp., ca. 300 Bäume; Rechtsverordnung aufgehoben, durch Neupflanzung ersetzt | Direkt Bild zu diesem Denkmal hochladen |
|     | Langbruch   | südwestlich des Ortes auf der Südflanke des Erbeskopfs Lage | Hangmoor; Rechtsverordnung aufgehoben, jetzt Naturschutzgebiet Langbruch            | Direkt Bild zu diesem Denkmal hochladen |